# Trichogramma plasseyense
Trichogramma plasseyense is een vliesvleugelig insect uit de familie Trichogrammatidae. De wetenschappelijke naam is voor het eerst geldig gepubliceerd in 1973 door Nagaraja.